# Andrzej Krutki
Andrzej Zbigniew Krutki (ur. 6 stycznia 1938 w Szamotułach, zm. 25 października 2005) – polski działacz partyjny i państwowy, I sekretarz Komitetu Wojewódzkiego PZPR w Koninie (1989–1990).

## Życiorys
Syn Emila i Zofii. Jego ojciec był działaczem PPS i PZPR, a także dyrektorem Szkoły Podstawowej nr 1 w Szamotułach i kierownikiem Wydziału Oświaty MRN w Szamotułach. W latach 1974–1977 studiował w Akademii Nauk Społecznych w Moskwie. W 1961 wstąpił do Polskiej Zjednoczonej Partii Robotniczej. Był II sekretarzem POP PZPR w Szamotułach, następnie związany z Komitetem Powiatowym PZPR w Szamotułach, gdzie był sekretarzem ds. propagandy (1971–1974) i członkiem egzekutywy (1971–1974). Od 1977 związany z Komitetem Wojewódzkim PZPR w Koninie jako zastępca kierownika Wydziału Organizacyjnego (1977–1978) oraz kierownik Wydziału Pracy Ideowo-Wychowawczej (1978–1980) i Wydziału Orgqanizacyjnego (1980–1981). W 1980 został członkiem Komitetu Wojewódzkiego, rok później członkiem egzekutywy i sekretarzem ds. organizacyjnych. Od 23 września 1989 do 29 stycznia 1990 zajmował stanowisko ostatniego I sekretarza tego Komitetu.